# Dżetimbel
Dżetimbel (kirg.: Жетимбел кырка тоосу, Dżetimbel kyrka toosu; ros.: хребет Джетим-Бель, chriebiet Dżetim-Biel) – pasmo górskie w Tienszanie Wewnętrznym, w Kirgistanie, na południe od jeziora Issyk-kul. Rozciąga się na długości ok. 100 km i szerokości do 12 km. Najwyższy szczyt (Söök czokusu) wznosi się na wysokość 4627 m n.p.m. Pasmo porozcinane jest wieloma dolinami. Występują liczne lodowce górskie.